# Sange fra Askepot (Mine Versioner)
Sange fra Askepot (Mine Versioner) er en EP af den danske sanger og sangskriver Rasmus Seebach, der udkom den 23. februar 2024. EP’en indeholder fem numre og har en samlet varighed på cirka 16 minutter. Albummet består af fem numre, som er Seebachs egne indspillede versioner af sange som han skrev til msuicalen Askepot – The Musical, der havde premiere i Tivolis Koncertsal samme forår.

## Spor
| #  | Titel                  | Længde |
| -- | ---------------------- | ------ |
| 1. | "Mord På Dansegulvet"  | 2:56   |
| 2. | "Den Mand Du Ka' Bli'" | 3:00   |
| 3. | "Så'n En Som Mig"      | 3:28   |
| 4. | "Brand New Evergreen"  | 3:14   |
| 5. | "Ella"                 | 4:01   |

## Hitlister
| Hitliste (2024)        | Højeste placering |
| ---------------------- | ----------------- |
| Danmark (Album Top-40) | 37                |